# 施泰尔附近圣乌尔里希
施泰尔附近圣乌尔里希是奥地利上奥地利州施泰尔兰县的一个市镇。总面积39平方公里，总人口3119人，人口密度80.0人/平方公里（2005年）。